# پوینت هوپ (آلاسکا)
پوینت هوپ (به انگلیسی: Point Hope) شهری در بخش نورث اسلوپ ایالت آلاسکا است که جمعیت آن در سرشماری سال ۲۰۰۰ میلادی ۷۵۷ نفر بوده‌است.